# Planet of the Apes (televisieserie)
Planet of the Apes is een Amerikaanse sciencefiction/dramaserie, die werd uitgezonden van september tot december 1974. De serie telt 14 afleveringen, waarvan er slechts 13 werden uitgezonden. De 14e aflevering werd wel uitgebracht op de dvd-uitgave van de serie.

## Achtergrond
De serie is gebaseerd op de gelijknamige film en diens vervolgen. Acteur Roddy McDowall, die in de filmreeks meespeelde, had ook een belangrijke rol in de televisieserie.
Het scenario voor een pilotaflevering van de serie werd geschreven door Rod Serling, die ook het scenario van de film uit 1968 had geschreven. Dit scenario had echter een beduidend ander verhaal dan wat uiteindelijk in de serie gebruikt werd.
De aflevering The Liberator werd als vrij controversieel gezien, daar het concept van gifgas als massavernietigingswapen erin behandeld werd.
De reden dat de serie maar 14 afleveringen liep was vanwege tegenvallende kijkcijfers, onder andere door concurrentie van de series Sanford and Son en Chico and the Man.

## Verhaal
Op 19 augustus 1980 nadert een aards ruimteschip met aan boord drie astronauten de Alpha Centauri. Hier komt het schip in een tijdverstoring terecht, die het schip naar 21 maart 3085 stuurt. Hier stort het schip neer op de futuristische aarde. Een astronaut komt om. De andere twee, Alan Virdon en Peter Burke, worden gevonden door een groep mensen.
De aarde blijkt in de toekomst te worden geregeerd door een ras van intelligente mensapen. De nog overgebleven mensen zijn uitschot. Wanneer de apen de astronauten ontdekken, geeft kanselier Zaius het bevel de astronauten te vangen. De twee astronauten krijgen echter hulp van de chimpansee Galen, die twijfelt aan het feit of de apen wel altijd de dominante soort zijn geweest op de aarde. De drie zijn nu officieel vluchtelingen en moeten zich staande zien te houden tegenover de apen, terwijl ze steeds meer ontdekken over wat er de afgelopen eeuwen gebeurd is.

## Rolverdeling
- Roddy McDowall - Galen
- Ron Harper - Colonel Alan Virdon
- James Naughton - Major Peter J. Burke
- Mark Lenard - General Urko (11 afleveringen)
- Booth Colman - Raadsman Zaius (6 afleveringen)

## Afleveringen
1. Escape From Tomorrow
2. The Gladiators
3. The Trap
4. The Good Seeds
5. The Legacy
6. Tomorrow’s Tide
7. The Surgeon
8. The Deception
9. The Horse Race
10. The Interrogation
11. The Tyrant
12. The Cure
13. The Liberator
14. Up Above the World So High

### Nooit gefilmde afleveringen
Een aantal scenario's voor potentiële afleveringen, die uiteindelijk nooit zijn verfilmd, zijn bewaard gebleven:
- "Episode One" (geschreven door Rod Serling als pilotaflevering)
- "Episode Two" (geschreven door Rod Serling)
- "Hostage" (geschreven door Stephen Kandel)
- "A Fallen God" (geschreven door Anthony Lawrence)
- "The Trek" (geschreven door Jim Burnes)
- "Freedom Road" (geschreven door Arthur Rowe)
- "The Mine" (geschreven door Paul Savage)
- "The Trial" (geschreven door Edward J. Lasko)

### Films
In 1981 werden de afleveringen van de serie samengevoegd tot een reeks televisiefilms:
- Back to the Planet of the Apes (Escape from Tomorrow & The Trap)[1]
- Forgotten City of the Planet of the Apes
- Treachery and Greed on the Planet of the Apes
- Life, Liberty and Pursuit on the Planet of the Apes
- Farewell to the Planet of the Apes

## Filmmuziek
In 2005 bracht Intrada een album uit met daarop Lalo Schifrin's intro- en eindmuziek van de serie, samen met vier van de zes muziekstukken die hij voor de serie had gecomponeerd.
Het muziekalbum van de serie bestaat uit:
1. Main Title 1:15
2. Escape From Tomorrow: The Spaceship 2:38
3. Apes 2:46
4. The Warp 2:03
5. Urko and Galen 4:04
6. Prison Guard 1:58
7. Jail Break 3:29
8. Your World 3:29
9. The Gladiators: Jason 1:53
10. Fighting 2:13
11. Barlow 1:50
12. Trouble 2:25
13. Into the Arena 2:46
14. There Will Be Death 0:53
15. Humans Versus Apes 2:33
16. A Beginning 2:28
17. The Legacy: Into the Ruined City 2:25
18. The Machine 0:50
19. The Soldiers 2:30
20. The Key 1:23
21. Verdon and the Kid 1:10
22. The Family 1:56
23. The Reward 2:23
24. Knowledge Hunts 3:11
25. Farewell 0:35
26. The Good Seeds: Riding for Urko 3:16
27. Travel Without Stars 3:16
28. Attack 3:16
29. Bonded Humans 2:27
30. Next String 2:27
31. End Credits 0:28

## Andere media
Van vier afleveringen van de serie zijn boeken geschreven door George Alec Effinger. Deze zijn uitgebracht door Award Books.
- Planet of the Apes #1: Man the Fugitive
- Planet of the Apes #2: Escape From Tomorrow
- Planet of the Apes #3: Journey Into Terror
- Planet of the Apes #4: Lord of the Apes

Audio Adventures—Power Records produceerde vier hoorspelen gebaseerd op de serie:
- Mountain of the Delphi
- Battle of Two Worlds
- Dawn of the Tree People
- Volcano